# Naja sagittifera
Espèce
Synonymes
- Naja tripudians var. sagittifera Wall, 1913

Statut CITES
Naja sagittifera est une espèce de serpents de la famille des Elapidae.

## Répartition
Cette espèce est endémique des îles Andaman dans les îles Andaman-et-Nicobar en Inde.

## Description
Naja sagittifera est un serpent ovipare venimeux.

## Publication originale
- Wall, 1913 : A popular treatise on the common Indian snakes (part 2). Journal of the Bombay Natural History Society, vol. 22, p. 243-259 (texte intégral).